# Delouze-Rosières
Delouze-Rosières ist eine französische Gemeinde mit 118 Einwohnern (Stand 1. Januar 2022) im Département Meuse in der Region Grand Est (vor 2016 Lothringen). Sie gehört zum Arrondissement Commercy, zum Kanton Ligny-en-Barrois und zum Gemeindeverband Portes de Meuse.

## Geografie
Die Gemeinde Delouze-Rosières liegt 33 Kilometer südwestlich von Toul. Im Norden wird das Gemeindegebiet vom Schiffstunnel Mauvages des Rhein-Marne-Kanals unterquert. Umgeben wird Delouze-Rosières von den Nachbargemeinden Mauvages im Nordosten, Badonvilliers-Gérauvilliers im Südosten, Abainville im Süden, Houdelaincourt im Südwesten und Demange-Baudignécourt im Nordwesten.

## Geschichte
Am 1. Januar 1973 schlossen sich die bis dahin eigenständigen Gemeinden Delouze und Rosières-en-Blois zur heutigen Gemeinde Delouze-Rosières zusammen.

### Bevölkerungsentwicklung
| Jahr                       | 1962 | 1968 | 1975 | 1982 | 1990 | 1999 | 2006 | 2011 | 2019 |
| Einwohner                  | 111  | 94   | 138  | 142  | 133  | 135  | 132  | 130  | 112  |
| Quellen: Cassini und INSEE |      |      |      |      |      |      |      |      |      |

## Sehenswürdigkeiten
- Kirche Saint-Pierre-de-Vérone in Delouze, erbaut im 18. Jahrhundert
- Kirche Saint-Génébaud in Rosières-en-Blois, erbaut im 18. Jahrhundert
- Waschhaus Delouze, erbaut 1857

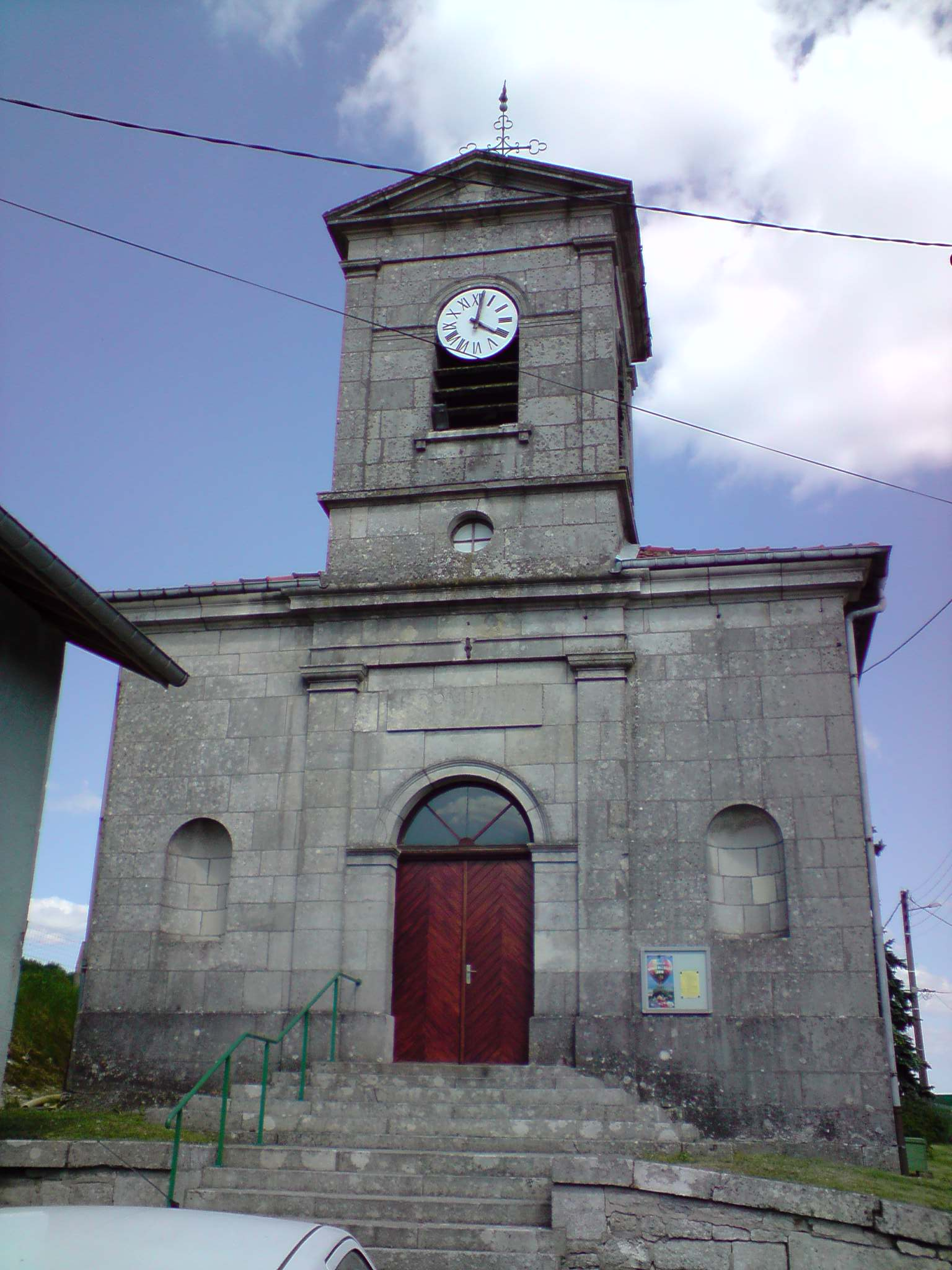
Kirche Saint-Pierre-de-Vérone in Delouze
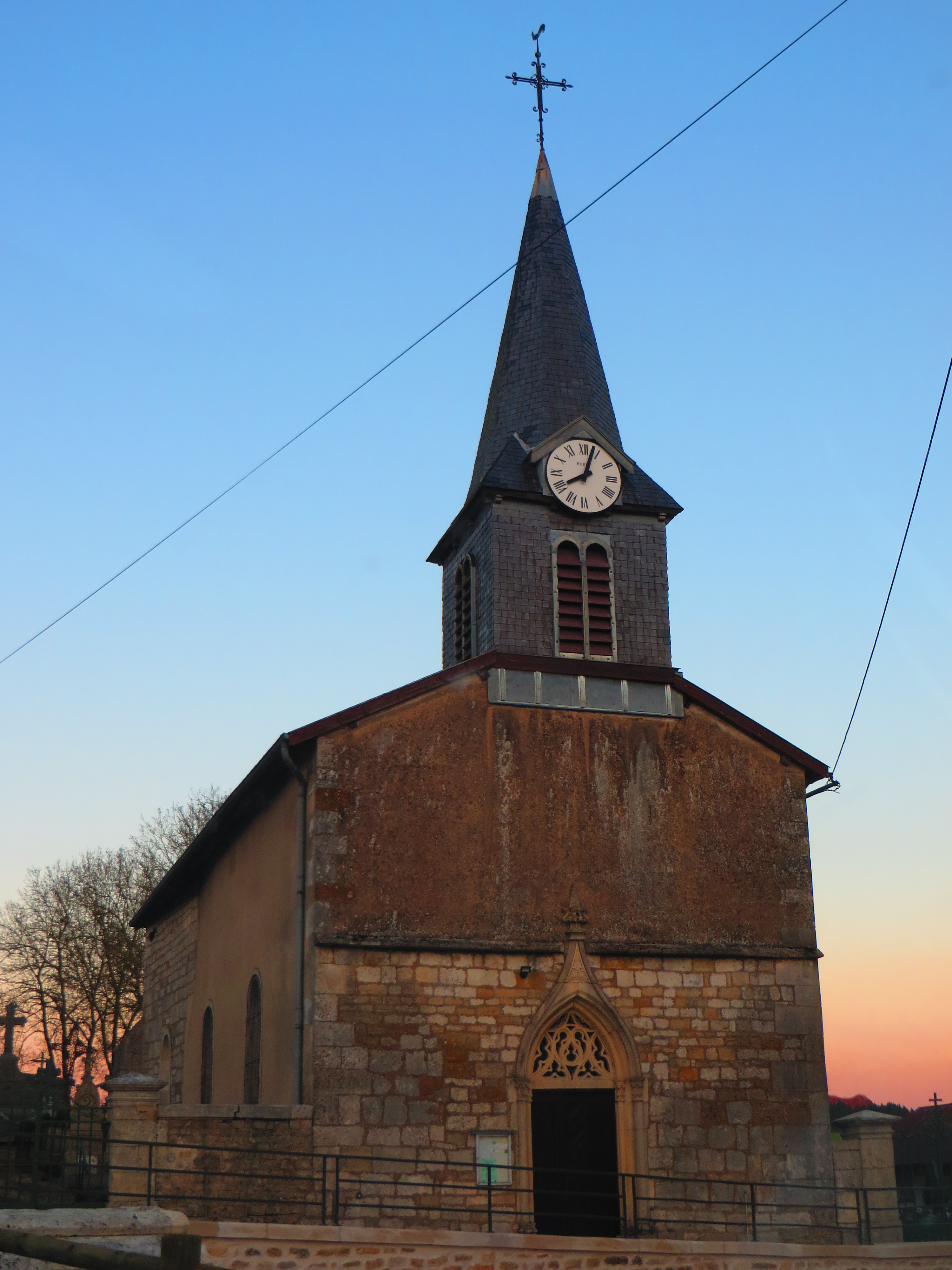
Kirche Saint-Génébaud
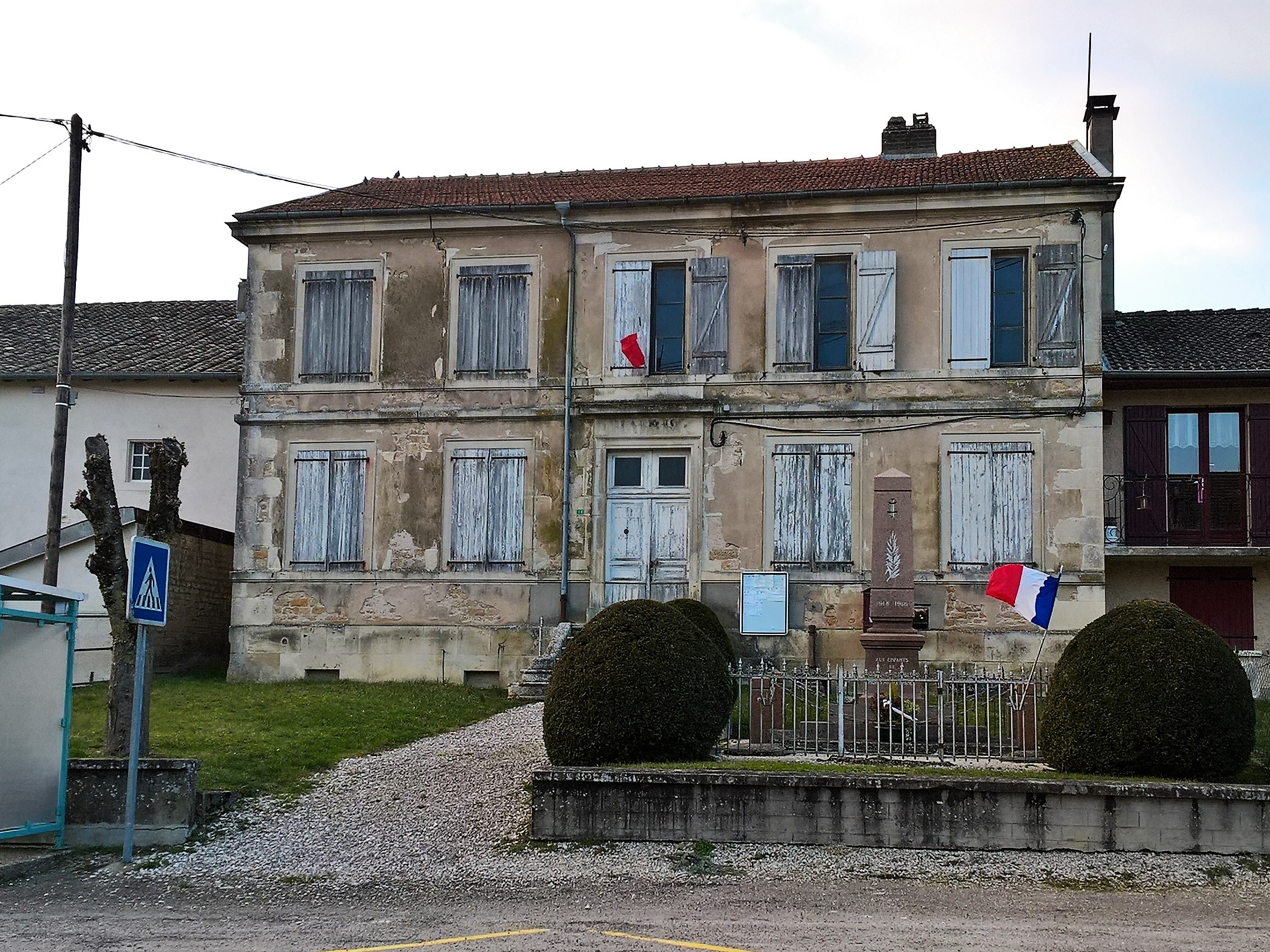
Ehemaliges Rathaus und Gefallenendenkmal in Rosières-en-Blois
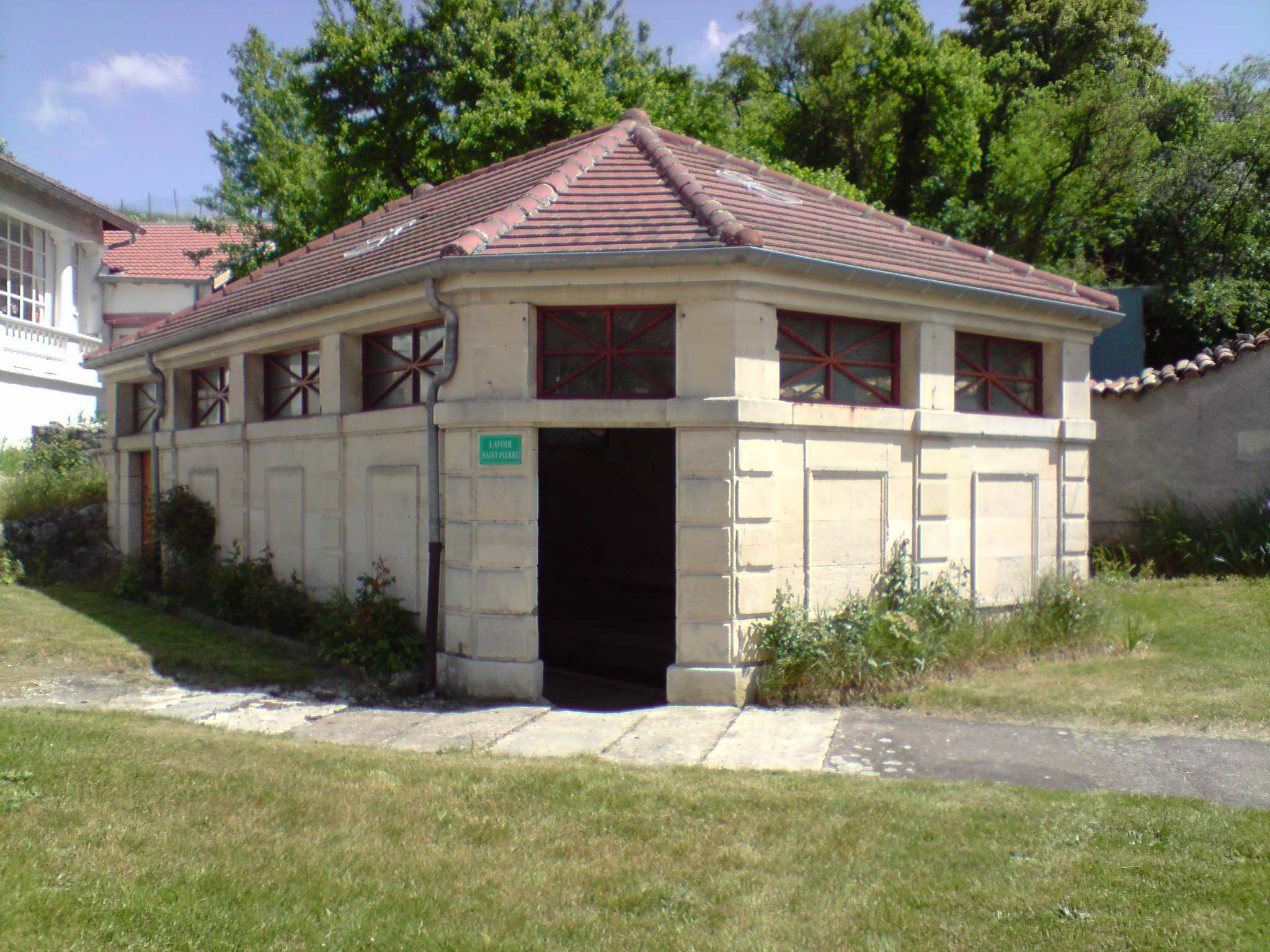
Ehemaliges Waschhaus in Delouze